# Asienspiele 2002/Synchronschwimmen
Bei den Asienspielen 2002 in Busan, Südkorea, wurden vom 30. September bis 2. Oktober 2002 insgesamt zwei Wettbewerbe im Synchronschwimmen ausgetragen, einer im Solo und einer im Duett.
In beiden gewannen die japanischen Starterinnen. Im Solo ging Silber an Südkorea und Bronze an China, während im Duett die Silbermedaille an China und die Bronzemedaille an Südkorea ging.

## Ergebnisse

### Solo
| Platz | Land     | Athletin         |
| ----- | -------- | ---------------- |
| 1     | Japan    | Miya Tachibana   |
| 2     | Südkorea | Jang Yoon-kyeong |
| 3     | China    | Li Zhen          |

Der Wettbewerb wurde vom 30. September bis 1. Oktober ausgetragen.

### Duett
| Platz | Land     | Athletinnen                    |
| ----- | -------- | ------------------------------ |
| 1     | Japan    | Miya Tachibana Miho Takeda     |
| 2     | China    | Gu Beibei Zhang Xiaohuan       |
| 3     | Südkorea | Jang Yoon-kyeong Kim Min-jeong |

Der Wettbewerb wurde vom 30. September bis 2. Oktober ausgetragen.

## Medaillenspiegel
| Platz | Land     | Gold | Silber | Bronze | Gesamt |
| ----- | -------- | ---- | ------ | ------ | ------ |
| 01    | Japan    | 2    | —      | —      | 2      |
| 02    | China    | —    | 1      | 1      | 2      |
| 02    | Südkorea | —    | 1      | 1      | 2      |